# ディズニー・ライブ!
『ディズニー・ライブ!』は、ディズニー・ライブ・ファミリー・エンターテインメント（ウォルト・ディズニー・カンパニー）が主催のエンターテインメント（ショー）である。

## 概要
ディズニーライブ!とは2009年から始まり、ミッキーマウスやミニーマウス、ドナルドダック、プルート、グーフィー、ディズニープリンセスとディズニープリンスを始めとするエンターテインメントショーである。歴代最多入場者数を記録した「ミッキーのザ・マジックショー」などのマジックショーもやっている。
登場するディズニーキャラクターは各ディズニーパーク（東京ディズニーリゾートのみ除く）も少し登場するトーキングヘッド型のキャラクターが登場する（瞬きや喋る時は口をちゃんと上下に動かすなどのこと）。

## 内容
ディズニー映画の名シーンからマジックショーまでも行う、ファンタジーからアクション溢れるエンターテインメントショー。

## 現在
2009年から始まった『ディズニー・ライブ!』は、2017年で一時的に終了になっている。